# Matrimonio eterno

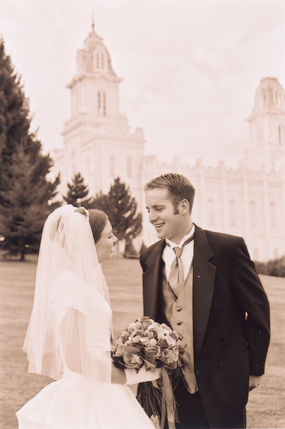
Novelli sposi
dinnanzi al tempio mormone di Manti, Utah

La dottrina del matrimonio eterno (detta anche del "matrimonio celeste", o della "nuova ed eterna alleanza", o più semplicemente del "suggellamento") è peculiare della Chiesa di Gesù Cristo dei santi degli ultimi giorni, o mormonismo. Si sostanzia in un rito, o "ordinanza", che stabilisce un'alleanza tra gli stipulanti, e tra questi e Dio. 
L'ordinanza del matrimonio eterno può essere officiata solo all'interno di un tempio mormone da un sacerdote autorizzato dal Presidente della Chiesa a celebrare tramite il "potere di suggellamento". 

## Gli effetti
Il matrimonio eterno comporta che lo sposo e la sposa vengono "suggellati", o vincolati, come marito e moglie per tutta l'eternità. Ne consegue che il legame del matrimonio in tal modo assunto dalla coppia non viene meno con la morte dei beneficiari ma si protrae anche nell'aldilà, per tutta l'eternità.
Questa promessa è comunque sottoposta ad una condizione. Infatti, affinché il matrimonio ottenga lo status di eterno o celeste nell'esistenza postmortale, la coppia deve vivere in rettitudine, osservando i comandamenti di Dio sino alla fine.

## La prole
Nel Matrimonio eterno, non sono solo i coniugi ad essere suggellati per l'eternità, ma come genitori anche i loro figli, nati successivamente alla celebrazione di questa alleanza, saranno automaticamente suggellati ad essi senza richiedere ulteriori cerimonie. Mentre nel caso in cui i celebranti al momento del suggellamento abbiano già generato dei figli, questi per poter essere a loro volta suggellati ai loro genitori devono partecipare alla cerimonia del matrimonio eterno contestualmente ai genitori, oppure, possono partecipare ad un'altra cerimonia di suggellamento insieme ai genitori.

## Fondamento scritturale
Secondo il mormonismo, il fondamento biblico per la dottrina del matrimonio eterno risiede nei seguenti passi:
 (Matteo 16:19) 
 (Matteo 18:18) 